# Ciocnirile din Sinai din 2015
La 1 iulie 2015, afiliați ai grupului militant ISIS au lansat cea mai mare bătălie care a avut loc în Peninsula Sinai din 1973, când a avut loc războiul de Yom Kippur. Au fost uciși 21 de soldați egipteni (sau 74 de soldați conform unor surse oficiale guvernamentale) în numeroasele atacuri care vizau mai multe puncte de control ale armatei egiptene și asupra secției de poliție Sheikh Zuweid din Peninsula Sinai. Mai mult de 100 de militanți au fost uciși în timpul luptei, conform relatărilor armatei egiptene.